# شاه‌ماهی شور

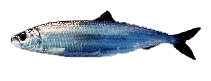
یک شاه‌ماهی

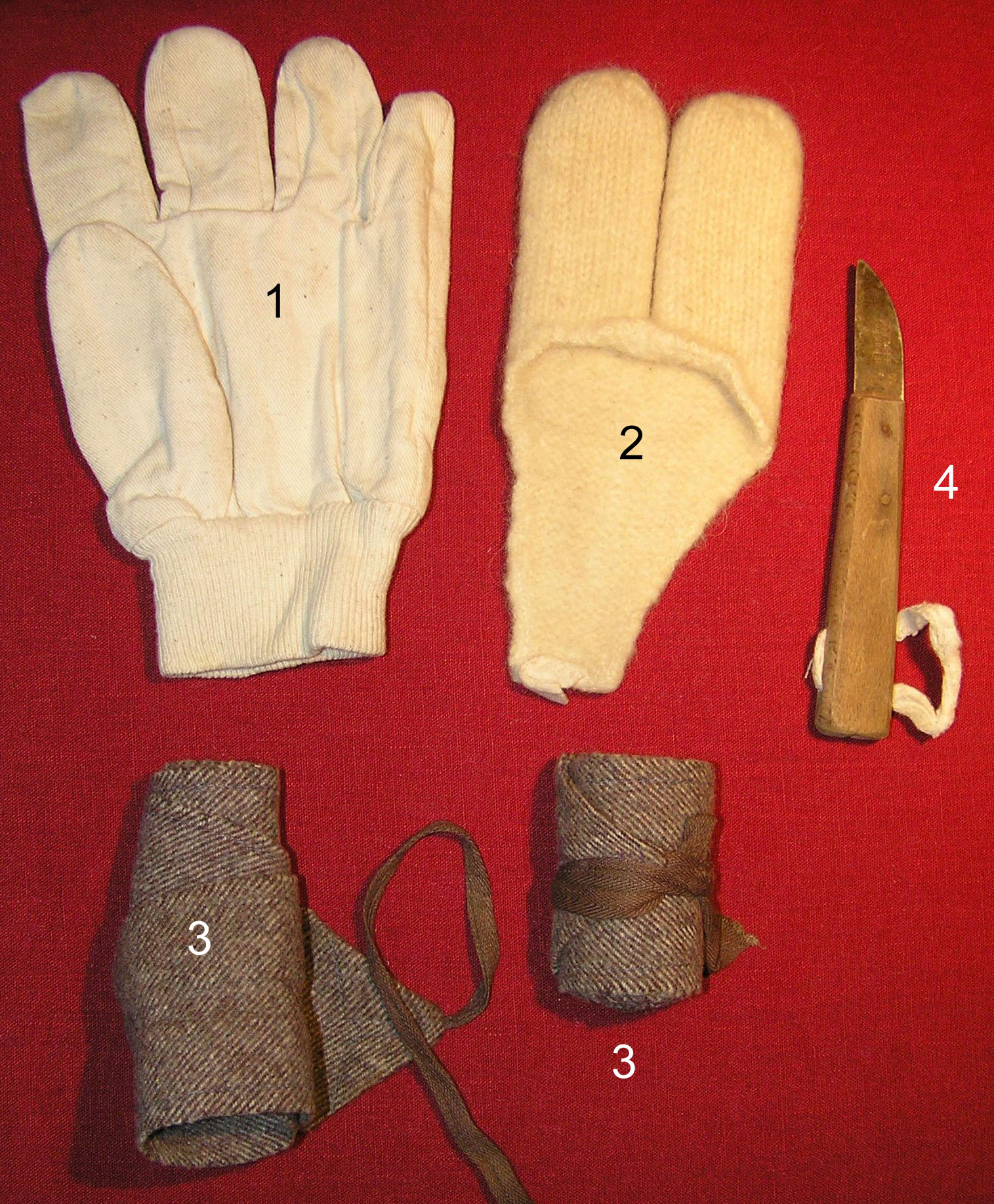
وسایل مورد کاربرد در سال ۱۹۶۶ در فرایند پاک‌سازی

شاه‌ماهی شور (به انگلیسی: Gibbing) فرایند تهیه شاه‌ماهی نمکی (یا شاه‌ماهی سس‌دار) است که در آن آبشش‌ها و بخشی از گلو از ماهی جدا می‌شود و هر گونه طعم تلخ را از بین می‌برد. کبد و لوزالمعده در طول فرایند نمک‌گیری در ماهی باقی می‌مانند زیرا آنزیم‌های ضروری برای طعم را آزاد می‌کنند. سپس ماهی را در بشکه‌ای با یک قسمت نمک به ۲۰ شاه‌ماهی خشک می‌کنند. امروزه تغییرات و ترجیحات محلی زیادی در این فرایند وجود دارد.
طبق یک داستان مشهور، فرایند شاه‌ماهی شور توسط ویلم بیوکلزون ابداع شد (a.k.a. Willem Beuckelsz, William Buckels یا William Buckelsson)، ماهیگیر سدهٔ چهاردهمی از بیورلایت، نیوزیلند. اختراع این روش نگهداری از ماهی سبب تبدیل شدن هلندی‌ها به قدرت نمایشگاه دریایی شد.